# Crossed Out
Crossed Out (укр. Перекреслені/Перекреслено) — павервайоленс-гурт Енсінітаса, штат Каліфорнія, який діяв з початку 1990 року до кінця 1993 року. Гурт є дуже важливою фігурою у своєму жанрі, а його діяльність вважається такою, що допомогла визначити павервайоленс як жанр, що включає політичні тексти, бласт-біти й швидкі темпи. Бо Бізлі з Insect Warfare назвав їх «темними владиками павервайоленсу».

## Історія
Гурт Crossed Out зіграв шістнадцять концертів і випустив демо, спліт з Man Is the Bastard, спліт з Dropdead, і дві пісні для збірки Son of Blleeaauurrggh. Багато гуртів, таких як The Locust, Dropdead, Su19b, Slices та Iron Lung, робили кавери на пісні Crossed Out.
У 1991 році басист і вокаліст Spazz Кріс Додж, який був засновником та керівником Slap-a-Ham Records, попросив гурт надіслати йому демо. Через п'ять місяців після цього запису, восени 1991 року, був випущений їхній однойменний мініальбом із 7 піснями та фотографією розстрільної групи на обкладинці. У 1992 році гурт записав радіо-шоу в прямому етері на KSPC, спліт з Dropdead, матеріал для збірки Son of Blleeaauurrggh, випущеної Slap-a-Ham Records, та спліт із Man Is the Bastard. До 1993 року Crossed Out разом з Man Is the Bastard, No Comment та Capitalist Casualties зіграли на першому павервайоленс-фестивалі Fiesta Grande. Після того, як оригінальний басист Річ Гарт пішов, басист і вокаліст гурту Man Is the Bastard Ерік Вуд зголосився грати на бас-гітарі; він залишався частиною гурту до його розпаду. Наступного літа Dropdead гастролювали по США після випуску спільного спліта, вони відіграли два концерти з Crossed Out. Концерт, що відбувся в серпні 1993 року, за участю Spazz, Anal Cunt та Dropdead під назвою «Grindcore Night» (Ніч ґрайндкору) на флаєрі на Ґілман-стріт (на якій проводився фестиваль) призвело до коментаря «На*уй ґрайндкор» (Fuck Grindcore) від вокаліста гурту. Пізніше «Fuck Grindcore» стало назвою контрабандної версії їхнього однойменного альбому. Гурт розпався наприкінці 1993 року.

## Учасники гурту
- Тед Міллер — ударні (1990-1993)
- Скот Ґолія — гітари (1990-1993)
- Річ Гарт — бас-гітара (1990-1993)
- Ерік Вуд — бас-гітара (1993)
- Даллас ван Кемпен — вокал (1990-1993)

## Дискографія

### Мініальбоми
- Demo '91 (самвидав, 1991)
- Crossed Out (Slap-a-Ham Records, 1992)
- Спліт Crossed Out/Dropdead (Crust/Selfless/Rhetoric, 1992)
- Спліт Crossed Out/Man Is the Bastard (Slap-a-Ham Records, 1993)

### Збірки
- Дискографія за 1990-1993 (CD/LP, Slap-a-Ham Records, 1999)

### Присутність в інших збірках
- Son of Blleeaauurrggh (Slap-a-Ham Records, 1993)

### Неофіційні альбоми
- Live (Noize For The Masses Records, 1996)
- Fuck Grindcore (1998)